# Стшелец (Луцьк)
«Стшелец» (Луцьк) пол. Klub Sportowy Strzelec Łuck — польський футбольний клуб з Луцька (зараз — Україна).

## Історія
Футбольна команда «Стшелец» була заснована в Луцьку в XX столітті. Клуб провів один сезон у другому дивізіоні польського чемпіонату — у 1937 році виступав у Клясі «А» Волинської окружної ліги.
У вересні 1939 року, після початку Другої світової війни, клуб припинив існування.

## Досягнення
- Кляса «А» Волинської окружної ліги
  - 8-е місце (1): 1937[1]